# Incidente del Pia Vesta
El incidente del Pia Vesta fue la interceptación en Panamá del barco danés Pia Vesta que trasladaba armas.

## Acontecimientos
Del puerto de Rostock, Alemania Oriental, partió el barco danés Pia Vesta en mayo de 1986. El barco estaba cargada con armas de origen soviético y estaba capitaneada por Johannes Christiansen. La carga fue vendida por la empresa estatal alemana oriental IMES. El 6 de junio de 1986, el Pia Vesta llegó al puerto del Callao sin identificarse con las autoridades peruanas y dejando parte de su cargamento. La Agencia Central de Inteligencia (CIA) alertó al entonces presidente peruano Alan García de la presencia del barco en el Callao. Por su parte, los tripulantes del Pia Vesta recibieron una llamada desconocida que les alertaba que debían abandonar el Perú. Se desató una persecución siendo detenido el Pia Vesta en Panamá tras los contactos entre el gobierno panameño y peruano. Las circunstancias sobre a quién estaba destinado el cargamento se iniciaron. Se especuló que el cargamento estaba destinado a Sendero Luminoso, al MRTA, al FMLN salvadoreño o a los sandinistas nicaragüenses (o su contraparte los contras). Una investigación del senado peruano concluyó que el Pia Vesta estaba trasladando armas para los contras de Nicaragua. Por su parte, el capitán del barco declaró que las armas estaban destinadas a Sendero Luminoso.